# Evelyn Varden
Evelyn Varden (Adair, 12 giugno 1893 – New York, 11 luglio 1958) è stata un'attrice statunitense.

## Biografia
Evelyn Varden intraprese la carriera artistica nei primi anni del Novecento, recitando in tournée con compagnie di giro. Nel 1910, all'età di sedici anni, apparve per la prima volta a Broadway ma fu solo negli anni trenta che la sua carriera sul palcoscenico decollò definitivamente, in particolare con l'interpretazione del ruolo di Julia Gibbs, una signora di provincia che sogna di recarsi a Parigi, nell'opera in tre atti Piccola città di Thornton Wilder, rappresentata nel 1938. Negli anni seguenti l'attrice consolidò la propria fama di affidabile interprete di ruoli di supporto e ottenne grande successo in altre opere teatrali come Hilda Crane (1950), The Bad Seed (1954-1955) di Maxwell Anderson e Romeo e Giulietta (1951), nel ruolo della governante di Giulietta.
Evelyn Varden fece la sua prima apparizione cinematografica nel 1949, all'età di 56 anni, nel film Pinky, la negra bianca. Durante gli anni cinquanta recitò in popolari commedie quali Dodici lo chiamano papà (1950), Una famiglia sottosopra (1950) e Fuga d'amore (1951), nel dramma Telefonata a tre mogli (1952), nei musical Il principe studente (1954) e Athena e le sette sorelle (1954) e nello storico Désirée (1954). La sua interpretazione più famosa sul grande schermo fu quella di Icy Spoon nel thriller La morte corre sul fiume (1955) di Charles Laughton, interpretato con Robert Mitchum e Shelley Winters. Riprese inoltre due dei suoi più famosi ruoli teatrali nelle trasposizioni cinematografiche di Hilda Crane e di The Bad Seed, rispettivamente in Paura d'amare (1956) e Il giglio nero (1956). La sua ultima apparizione cinematografica risale al 1957 nella commedia 10.000 camere da letto, prima dell'improvvisa morte avvenuta nel 1958, all'età di 65 anni.

## Filmografia parziale

### Cinema
- Pinky, la negra bianca (Pinky), regia di Elia Kazan (1949)
- Bill sei grande! (When Willie Comes Marching Home), regia di John Ford (1950)
- Dodici lo chiamano papà (Cheaper by the Dozen), regia di Walter Lang (1950)
- Una famiglia sottosopra (Stella), regia di Claude Binyon (1950)
- Fuga d'amore (Elopement), regia di Henry Koster (1951)
- Finders Keepers, regia di Frederick De Cordova (1951)
- Telefonata a tre mogli (Phone Call from a Stranger), regia di Jean Negulesco (1952)
- Il principe studente (The Student Prince), regia di Richard Thorpe (1954)
- Athena e le 7 sorelle (Athena), regia di Richard Thorpe (1954)
- Désirée, regia di Henry Koster (1954)
- La morte corre sul fiume (The Night of the Hunter), regia di Charles Laughton (1955)
- Paura d'amare (Hilda Crane), regia di Philip Dunne (1956)
- Il giglio nero (The Bad Seed), regia di Mervyn LeRoy (1956)
- 10.000 camere da letto (Ten Thousand Bedrooms), regia di Richard Thorpe (1957)

### Televisione
- Armstrong Circle Theatre - serie TV, 2 episodi (1950-1952)
- Robert Montgomery Presents - serie TV, 1 episodio (1953)
- The Gulf Playhouse - serie TV, 1 episodio (1953)
- The Web - serie TV, 1 episodio (1953)
- Suspense - serie TV, 2 episodi (1949-1953)
- Omnibus - serie TV, 1 episodio (1953)
- Kraft Television Theatre - serie TV, 3 episodi (1953-1956)
- Dream Girl, regia di George Schaefer - film TV (1955)
- Ford Star Jubilee - serie TV, 1 episodio (1956)
- The United States Steel Hour - serie TV, 1 episodio (1956)
- Matinee Theatre - serie TV, 1 episodio (1956)
- Alfred Hitchcock presenta (Alfred Hitchcock Presents) - serie TV, 1 episodio (1956)
- Studio One - serie TV, 1 episodio (1957)
- Goodyear Television Playhouse - serie TV, 1 episodio (1957)
- The Alcoa Hour - serie TV, 3 episodi (1956-1957)
- Cradle Song, regia di George Schaefer - film TV (1960)

## Doppiatrici italiane
- Lola Braccini in Pinky la negra bianca, Bill sei grande!, Una famiglia sottosopra
- Giovanna Scotto in Fuga d'amore, Désirée
- Wanda Tettoni in Athena e le 7 sorelle, La morte corre sul fiume
- Clara Ristori in Il giglio nero